# شريان تاجي أيسر رئيسي
شريان تاجي أيسر رئيسي ‏ هو شريان يتفرعُ من جيب أبهري.

## فروعه
يخرجُ منه الفروع التالية:
- الفرع الأمامي بين البطينين للشريان التاجي الأيسر
- الشعبة المنعطفة من الشريان الإكليلي الأيسر

## مساره
ينتقل من الشريان الأبهر، ويمر بين الجذع الرئوي وملحق الأذين الأيسر. تحت الزائدة، ينقسم الشريان إلى الشريان الأمامي بين البطينين (الشريان الأمامي الأيسر النازل) والشريان المنعطف الأيسر